# Ладислав Крейчий (футболіст, 1999)
Ладислав Крейчий (чеськ. Ladislav Krejčí, нар. 20 квітня 1999, Росіце, Чехія) — чеський футболіст, опорний півзахисник іспанського клубу «Жирона» та збірної Чехії.

## Ігрова кар'єра

### Клубна
Ладислав Крейчий є вихованцем клубу «Збройовка» з міста Брно. Його дебют на професійному рівні відбувся у жовтні 2016 року у матчі чемпіонату Чехії. У складі «Збройовки» Крейчий провів три сезони.
Влітку 2019 року футболіст перебрався до столичної «Спарти», з якою підписав чотирирічний контракт. З літа 2022 року Ладислав став капітаном команди. У складі «Спарти» футболіст дебютував на міжнародній арені у єврокубках.
14 червня 2024 року перейшов в іспанський клуб Ла-Ліги «Жирона», підписавши п'ятирічний контракт. Сума трансферу становила 12 млн євро.

### Збірна
У березні 2022 року у матчі плей-офф до чемпіонату світу 2022 року проти Швеції ладислав Крейчий дебютував у складі національної збірної Чехії. Рівно за рік - 24 березня 2023 року у матчі відбору до Євро - 2024 проти поляків Крейчий відмітився першим забитим голом у складі національної збірної.

## Титули
«Спарта» (Прага)
 Чемпіон Чехії: 2022/23
 Переможець Кубка Чехії (2): 2019/20, 2023/24